# ایشینوماکی، میاگی
ایشینوماکی در استان میاگی در کشور ژاپن واقع شده‌است که دارای جمعیت ۱۶۳٬۸۴۰ نفر و مساحت ۵۵۵٫۷۷ کیلومتر مربع با تراکم جمعیت ۲۹۵ نفر در کیلومترمربع است و در تاریخ ۱ آوریل ۱۹۳۳ به عنوان شهر شناخته شد.